# Хажмурадов, Айнди Алиевич
Хажмура́дов Айнди Алиевич (25 мая 1955) — чеченский писатель, поэт, член Союза журналистов СССР с 1983 года, член Союза писателей России с 2011 года, лауреат общеевропейского танцевального фестиваля в 1976 году Дрездене (Германия), с постановкой вайнахского танца «Поэма гор», представитель рода Арганой.

## Биография
Айнди Хажмурадов родился в 1955 году 25 мая в поселке Коунрад Карагандинской области Каз.ССР. Айнди рос в дружной и большой семье – семеро братьев и одна сестра.
После возвращения в 1960 году в родную для чеченцев Чечню из мест депортации, учился и закончил Знаменскую среднюю школу Надтеречного района ЧИАССР . В 1972-1975 годах учился в Грозненском культурно-просветительском училище, на отделении танцев.
С 1975 по 1977 годы служил в Советской Армии в Германском городе Эберсфальдер, в известной на всю Европу Ансамбле песни и танцев Советской Армии. 
1976 году в Германском городе Дрездене прошел общеевропейский танцевальный фестиваль, где Айнди стал победителем с постановкой вайнахского танца «Поэма гор», за что получил золотую медаль.
С 1984 по 1990 годы учился в Чечено-Ингушском Государственном университете им. Л.Н.Толстого на филологическом факультете заочно, работаю журналистом в Надтеречной районной газете «Путь коммунизма».
Айнди за свою трудовую биографию работал во многих сферах деятельности: культура, журналистика, школа, нефтяная промышленность, строительство. В настоящее время работает в Надтеречной районной газете «Теркйист», журналистом пишущим на чеченском языке.

## Творчество
Айнди Хажмурадов начал писать еще со школы. Где бы не жил, не работал, но писать не переставал.
- 1983 год – принят в Союз журналистов СССР.
- 1995 год – принят в Союз журналистов России.
- 2009 год – вышла повесть «Са боцу са» («Угол без угла»).
- 2010 год – вышла книга «Безаман ӀиндагӀ»[4] («Тень любви»).
- 2011 год – принят в Союз писателей России.
- 2011 год – вышли в свет стихи «ДуӀа»[5] («Мольба»).
- 2012 год – выпущен рассказ «Марчо» («Саван»).
- 2013 год – выпущен рассказ «Безаман дирста» («Вожжи любви»).
- 2014 год – вышел рассказ «ЧӀиран хӀоллам» («Памятник мести»).
- 2018 год – вышел рассказ «Диканан хьост» («Источник добра»).

Кроме вышеперечисленных произведений Айнди Хажмурадова, много рассказов, несколько повестей напечатаны в общих сборниках писателей, журналах «Орга» и «Вайнах».

## Доьзалла
В семье Айнди три дочери, одна из которых идет по отцовским стопам, учится на филологическом факультете Грозненского педагогического факультета.